# Dhimitër Orgocka
 (mai 2022).
Dhimitër Orgocka (24 octobre 1936 - 1er janvier 2021) est un acteur et homme de théâtre albanais.